# 2. česká hokejová liga 2009/2010
2. česká hokejová liga v sezóně 2009/2010 byla 17. ročníkem samostatné třetí nejvyšší české soutěže v ledním hokeji.

## Fakta
- 17. ročník samostatné třetí nejvyšší české hokejové soutěže.
- Prodeje licencí na 2. ligu: SK Kadaň B do HC Roudnice nad Labem a HC Junior Mělník do HC Kobra Praha.
- Sloučení týmů: HC Technika Brno se sloučila s Blanskem do VSK Technika Blansko.
- Odstupující týmy bez náhrady: HC DAG Rokycany, HC TJ Šternberk, HC VOKD Poruba soutěž z finančních důvodů opustili.
- V průběhu ročníku byl klub HC ZVVZ Milevsko kvůli velkým dluhům z ligy bez náhrady vyloučen.
- Jelikož 3 kluby ze soutěže odstoupily a jeden byl vyloučen, rozhodl dne 7.1. 2010 výkonný výbor ČSLH, že se z 2. ligy v sezoně 2009/2010 nebude sestupovat. Maximální počet účastníků pro příští ročník byl stanoven na 36.[1]

## Systém soutěže
Soutěž byla rozdělena na tři skupiny podle geografické polohy, a to západní, střední a východní. Ve skupině západ bylo 10 klubů, ve skupině střed 10 klubů a ve skupině východ 12. Základní část čítající 34 kol měla dvě fáze. V té první se týmy v rámci skupin utkaly každý s každým dvakrát (22 kol). Ve druhé fázi se sudé týmy ze skupiny západ utkaly se všemi lichými týmy ze skupiny střed dvoukolově, sudé týmy ze skupiny střed s lichými ze skupiny západ taktéž dvakrát. Sudé týmy skupiny východ se dvakrát utkaly s lichými celky v rámci východní skupiny. Druhá fáze měla tedy 12 kol.

### Play off a kvalifikace o 1. ligu
Po základní části přišlo na řadu play-off, do kterého postoupilo z každé skupiny 8 nejlepších týmů. Oproti předchozím ročníkům měla tentokrát každá skupina svoje samostatné play off.
Vítěz skupiny ve čtvrtfinále narazil na osmý tým své skupiny, druhý na sedmý, atd. Vítězové čtvrtfinále postoupili do semifinále, ze kterého vedla cesta do finále. Vítěz finále postoupil do kvalifikace o účast v 1. lize. Celé play off se hrálo na tři vítězné zápasy.
Tříčlenná kvalifikace o účast v první lize se hrála dvoukolově každý s každým (celkem tedy 6 kol – jeden tým měl v každém kole volno). První dva celky kvalifikace přímo postoupily do dalšího ročníku 1. ligy. Třetí celek zůstal ve druhé lize.

### Sestup
V tomto ročníku se kvůli 3 odstupujícím a 1 vyloučenému týmu z 2. ligy nesestupovalo.

## Základní část

### Západ
| Vysvětlivka                    |
| ------------------------------ |
| Postup do čtvrtfinále play off |
| Tým vyřazen                    |

| Poř. | Tým                        | Z  | V  | VP | PP | P  | VG  | OG  | B  |
| ---- | -------------------------- | -- | -- | -- | -- | -- | --- | --- | -- |
| 1.   | HC Řisuty                  | 36 | 24 | 1  | 1  | 10 | 145 | 96  | 75 |
| 2.   | HC Klášterec nad Ohří      | 36 | 21 | 5  | 1  | 9  | 155 | 98  | 74 |
| 3.   | HC Baník Sokolov           | 36 | 17 | 2  | 7  | 10 | 143 | 146 | 62 |
| 4.   | HC Stadion Litoměřice      | 36 | 18 | 3  | 1  | 14 | 148 | 121 | 61 |
| 5.   | SHC Maso Brejcha Klatovy   | 36 | 17 | 1  | 6  | 12 | 128 | 142 | 59 |
| 6.   | HC Most                    | 36 | 14 | 4  | 4  | 14 | 142 | 136 | 54 |
| 7.   | HC Děčín                   | 36 | 16 | 2  | 1  | 17 | 130 | 133 | 53 |
| 8.   | HC Vlci Jablonec nad Nisou | 36 | 12 | 2  | 2  | 20 | 125 | 136 | 42 |
| 9.   | HC Predators Česká Lípa    | 36 | 7  | 4  | 2  | 23 | 117 | 179 | 31 |
| 10.  | HC Roudnice nad Labem      | 36 | 8  | 2  | 1  | 25 | 109 | 155 | 29 |

### Střed
| Vysvětlivka                    |
| ------------------------------ |
| Postup do čtvrtfinále play off |
| Tým vyřazen                    |

| Poř. | Tým                          | Z  | V  | VP | PP | P  | VG  | OG  | B  |
| ---- | ---------------------------- | -- | -- | -- | -- | -- | --- | --- | -- |
| 1.   | IHC Písek                    | 36 | 27 | 3  | 1  | 5  | 186 | 81  | 88 |
| 2.   | KLH Vajgar Jindřichův Hradec | 36 | 19 | 4  | 1  | 12 | 166 | 122 | 66 |
| 3.   | HC VHS Benešov               | 36 | 16 | 1  | 2  | 17 | 145 | 156 | 52 |
| 4.   | TJ SC Kolín                  | 36 | 14 | 3  | 3  | 16 | 120 | 129 | 51 |
| 5.   | TJ Sršni Kutná Hora          | 36 | 15 | 2  | 1  | 18 | 117 | 136 | 50 |
| 6.   | HC Kobra Praha               | 36 | 14 | 0  | 7  | 15 | 113 | 145 | 49 |
| 7.   | SKLH Žďár nad Sázavou        | 36 | 15 | 1  | 1  | 19 | 135 | 154 | 48 |
| 8.   | NED Hockey Nymburk           | 36 | 14 | 2  | 2  | 18 | 122 | 139 | 48 |
| 9.   | HC Spartak Pelhřimov         | 36 | 12 | 4  | 3  | 17 | 119 | 139 | 47 |
| 10.  | HC Trutnov                   | 36 | 10 | 4  | 3  | 19 | 123 | 145 | 41 |

- HC ZVVZ Milevsko bylo po 14 odehraných kolech z finančních důvodů vyloučeno ze soutěže a všechny jeho zápasy byly anulovány.

### Východ
| Vysvětlivka                    |
| ------------------------------ |
| Postup do čtvrtfinále play off |
| Tým vyřazen                    |

| Poř. | Tým                        | Z  | V  | VP | PP | P  | VG  | OG  | B  |
| ---- | -------------------------- | -- | -- | -- | -- | -- | --- | --- | -- |
| 1.   | HC Bobři Valašské Meziříčí | 44 | 28 | 6  | 1  | 9  | 222 | 134 | 97 |
| 2.   | SHK Hodonín                | 44 | 30 | 2  | 3  | 9  | 223 | 111 | 97 |
| 3.   | HC Zubr Přerov             | 44 | 28 | 5  | 1  | 10 | 146 | 95  | 95 |
| 4.   | HC Orlová                  | 44 | 25 | 4  | 3  | 12 | 192 | 142 | 86 |
| 5.   | HK Nový Jičín              | 44 | 20 | 5  | 2  | 17 | 147 | 130 | 72 |
| 6.   | Valašský hokejový klub     | 44 | 19 | 2  | 6  | 17 | 152 | 127 | 67 |
| 7.   | HC Slezan Opava            | 44 | 17 | 5  | 6  | 16 | 125 | 150 | 67 |
| 8.   | HC Břeclav                 | 44 | 13 | 4  | 4  | 23 | 130 | 168 | 51 |
| 9.   | HK Jestřábi Prostějov      | 44 | 10 | 5  | 4  | 25 | 118 | 170 | 44 |
| 10.  | HC Uničov                  | 44 | 11 | 2  | 5  | 26 | 146 | 236 | 42 |
| 11.  | VSK Technika Blansko       | 44 | 9  | 3  | 8  | 24 | 112 | 180 | 41 |
| 12.  | HC Frýdek-Místek           | 44 | 9  | 2  | 2  | 31 | 129 | 199 | 33 |

## Play off

### Západ

#### Čtvrtfinále
- HC Řisuty – HC Vlci Jablonec nad Nisou 4:1 (1:0, 2:0, 1:1)
- HC Vlci Jablonec nad Nisou – HC Řisuty 6:3 (0:0, 2:2, 4:1)
- HC Řisuty – HC Vlci Jablonec nad Nisou 5:3 (2:0, 0:2, 3:1)
- HC Vlci Jablonec nad Nisou – HC Řisuty 2:6 (1:1, 1:2, 0:3)

Konečný stav série 3:1 pro HC Řisuty
- HC Klášterec nad Ohří – HC Děčín 5:4 (1:1, 1:0, 3:3)
- HC Děčín – HC Klášterec nad Ohří 4:5 P (0:2, 3:1, 1:1)
- HC Klášterec nad Ohří – HC Děčín 6:2 (1:1, 4:0, 1:1)

Konečný stav série 3:0 pro HC Klášterec nad Ohří
- HC Baník Sokolov – HC Most 4:3 SN (0:0, 1:1, 2:2)
- HC Most – HC Baník Sokolov 2:3 (0:0, 1:3, 1:0)
- HC Baník Sokolov – HC Most 3:4 P (1:1, 1:0, 1:2)
- HC Most – HC Baník Sokolov 8:0 (2:0, 4:0, 2:0)
- HC Baník Sokolov – HC Most 2:6 (1:2, 0:1, 1:3)

Konečný stav série 3:2 pro HC Most
- HC Stadion Litoměřice – SHC Maso Brejcha Klatovy 4:1 (1:0, 1:1, 2:0)
- SHC Maso Brejcha Klatovy – HC Stadion Litoměřice 2:0 (0:0, 0:0, 2:0)
- HC Stadion Litoměřice – SHC Maso Brejcha Klatovy 4:5 SN (3:1, 0:3, 1:0)
- SHC Maso Brejcha Klatovy – HC Stadion Litoměřice 2:3 SN (2:0, 0:1, 0:1)
- HC Stadion Litoměřice – SHC Maso Brejcha Klatovy 3:1 (0:0, 0:1, 3:0)

Konečný stav série 3:2 pro HC Stadion Litoměřice

#### Semifinále
- HC Řisuty – HC Most 4:3 (2:1, 0:1, 2:1)
- HC Most – HC Řisuty 4:3 (1:1, 0:0, 3:2)
- HC Řisuty – HC Most 5:2 (1:1, 2:0, 2:1)
- HC Most – HC Řisuty 5:4 P (1:2, 2:1, 1:1)
- HC Řisuty – HC Most 2:5 (1:2, 1:1, 0:2)

Konečný stav série 3:2 pro HC Most
- HC Klášterec nad Ohří - HC Stadion Litoměřice 2:3 SN (2:1, 0:1, 0:0)
- HC Stadion Litoměřice – HC Klášterec nad Ohří 1:0 (0:0, 1:0, 0:0)
- HC Klášterec nad Ohří – HC Stadion Litoměřice 1:2 P (0:0, 0:1, 1:0)

Konečný stav série 3:0 pro HC Stadion Litoměřice

#### Finále
- HC Stadion Litoměřice – HC Most 4:6 (1:1, 2:2, 1:3)
- HC Most – HC Stadion Litoměřice 1:5 (1:1, 0:2, 0:2)
- HC Stadion Litoměřice – HC Most 5:4 (0:2, 3:1, 2:1)
- HC Most – HC Stadion Litoměřice 3:2 SN (0:0, 0:1, 2:1)
- HC Stadion Litoměřice – HC Most 4:3 P (1:0, 1:1, 1:2)

Konečný stav série 3:2 pro HC Stadion Litoměřice, který tak postoupil do kvalifikace o 1. ligu.

### Střed

#### Čtvrtfinále
- IHC Písek – NED Hockey Nymburk 3:1 (1:0, 1:1, 1:0)
- NED Hockey Nymburk – IHC Písek 0:5 (0:1, 0:2, 0:2)
- IHC Písek – NED Hockey Nymburk 3:0 (0:0, 1:0, 2:0)

Konečný stav série 3:0 pro IHC Písek
- KLH Vajgar Jindřichův Hradec – SKLH Žďár nad Sázavou 3:2 (0:0, 2:2, 1:0)
- SKLH Žďár nad Sázavou – KLH Vajgar Jindřichův Hradec 2:3 (1:0, 0:2, 1:1)
- KLH Vajgar Jindřichův Hradec – SKLH Žďár nad Sázavou 5:3 (0:1, 5:1, 0:1)

Konečný stav série 3:0 pro KLH Vajgar Jindřichův Hradec
- HC VHS Benešov – HC Kobra Praha 6:1 (4:1, 0:0, 2:0)
- HC Kobra Praha – HC VHS Benešov 4:3 (2:0, 0:2, 2:1)
- HC VHS Benešov – HC Kobra Praha 4:1 (1:0, 1:1, 2:0)
- HC Kobra Praha – HC VHS Benešov 4:5 P (1:1, 1:1, 2:2)

Konečný stav série 3:1 pro HC VHS Benešov
- TJ SC Kolín – TJ Sršni Kutná Hora 2:3 (0:1, 2:0, 0:2)
- TJ Sršni Kutná Hora – TJ SC Kolín 5:4 P (3:2, 0:0, 1:2)
- TJ SC Kolín – TJ Sršni Kutná Hora 2:3 (0:1, 1:0, 1:2)

Konečný stav série 3:0 pro TJ Sršni Kutná Hora

#### Semifinále
- IHC Písek – TJ Sršni Kutná Hora 5:3 (1:1, 3:0, 1:2)
- TJ Sršni Kutná Hora – IHC Písek 2:6 (0:2, 1:3, 1:1)
- IHC Písek – TJ Sršni Kutná Hora 7:0 (1:0, 1:0, 5:0)

Konečný stav série 3:0 pro IHC Písek
- KLH Vajgar Jindřichův Hradec – HC VHS Benešov 4:2 (1:1, 2:1, 1:0)
- HC VHS Benešov – KLH Vajgar Jindřichův Hradec 3:4 SN (0:0, 2:2, 1:1)
- KLH Vajgar Jindřichův Hradec – HC VHS Benešov 8:2 (1:1, 3:1, 4:0)

Konečný stav série 3:0 pro KLH Vajgar Jindřichův Hradec

#### Finále
- IHC Písek – KLH Vajgar Jindřichův Hradec 3:4 P (2:0, 1:2, 0:1)
- KLH Vajgar Jindřichův Hradec – IHC Písek 0:3 (0:0, 0:2, 0:1)
- IHC Písek – KLH Vajgar Jindřichův Hradec 2:0 (1:0, 0:0, 1:0)
- KLH Vajgar Jindřichův Hradec – IHC Písek 5:2 (1:1, 2:1, 2:0)
- IHC Písek – Jindřichův Hradec 5:0 (1:0, 3:0, 1:0)

Konečný stav série 3:2 pro IHC Písek, který tak postoupil do kvalifikace o 1. ligu.

### Východ

#### Čtvrtfinále
- HC Bobři Valašské Meziříčí – HC Břeclav 6:2 (1:1, 4:0, 1:1)
- HC Břeclav – HC Bobři Valašské Meziříčí 2:3 (1:0, 1:2, 0:1)
- HC Bobři Valašské Meziříčí – HC Břeclav 10:4 (3:0, 4:1, 3:3)

Konečný stav série 3:0 pro HC Bobři Valašské Meziříčí
- SHK Hodonín – HC Slezan Opava 7:3 (2:1, 3:1, 2:1)
- HC Slezan Opava – SHK Hodonín 2:5 (0:1, 1:4, 1:0)
- SHK Hodonín – HC Slezan Opava 8:0 (2:0, 3:0, 3:0)

Konečný stav série 3:0 pro SHK Hodonín
- HC Zubr Přerov – Valašský hokejový klub 5:3 (0:0, 2:0, 3:3)
- Valašský hokejový klub – HC Zubr Přerov 2:1 (0:0, 2:1, 0:0)
- HC Zubr Přerov – Valašský hokejový klub 4:1 (0:1, 2:0, 2:0)
- Valašský hokejový klub – HC Zubr Přerov 2:5 (2:1, 0:2, 0:2)

Konečný stav série 3:1 pro HC Zubr Přerov
- HC Orlová – HK Nový Jičín 8:2 (5:0, 2:1, 1:1)
- HK Nový Jičín – HC Orlová 2:3 (0:0, 0:0, 2:3)
- HC Orlová – HK Nový Jičín 2:5 (1:1, 1:1, 0:3)
- HK Nový Jičín – HC Orlová 1:4 (1:3, 0:1, 0:0)

Konečný stav série 3:1 pro HC Orlová

#### Semifinále
- HC Bobři Valašské Meziříčí – HC Orlová 3:2 SN (1:0, 1:1, 0:1)
- HC Orlová – HC Bobři Valašské Meziříčí 0:2 (0:0, 0:0, 0:2)
- HC Bobři Valašské Meziříčí – HC Orlová 3:1 (0:0, 2:1, 1:0)

Konečný stav série 3:0 pro HC Bobři Valašské Meziříčí
- SHK Hodonín – HC Zubr Přerov 4:0 (2:0, 2:0, 0:0)
- HC Zubr Přerov – SHK Hodonín 6:2 (2:0, 2:1, 2:1)
- SHK Hodonín – HC Zubr Přerov 4:3 SN (2:1, 1:1, 0:1)
- HC Zubr Přerov – SHK Hodonín 3:6 (0:2, 0:2, 3:2)

Konečný stav série 3:1 pro SHK Hodonín

#### Finále
- HC Bobři Valašské Meziříčí – SHK Hodonín 3:2 (1:0, 2:0, 0:2)
- SHK Hodonín – HC Bobři Valašské Meziříčí 2:5 (1:3, 0:1, 1:1)
- HC Bobři Valašské Meziříčí – SHK Hodonín 7:5 (1:1, 2:1, 4:3)

Konečný stav série 3:0 pro HC Bobři Valašské Meziříčí, kteří tak postoupili do kvalifikace o 1. ligu.

## Kvalifikace o 2. ligu
- Přeborníci Karlovarského, Plzeňského, Jihomoravského a Pražského krajského přeboru se z finančních důvodů vzdali účasti. Přebory kraje Vysočina a Olomouckého kraje se nehrály a týmy startovaly v sousedních přeborech.

### Čechy

#### Skupina A
| Poř. | Tým                                                               | Z | V | R | P | VG | OG | B |
| ---- | ----------------------------------------------------------------- | - | - | - | - | -- | -- | - |
| 1.   | SK Kadaň B (přeborník Ústeckého krajského přeboru)                | 4 | 3 | 0 | 1 | 21 | 15 | 6 |
| 2.   | UHK Lev Slaný (přeborník Středočeského krajského přeboru)         | 4 | 3 | 0 | 1 | 19 | 11 | 6 |
| 3.   | HC Lomnice nad Popelkou (přeborník Libereckého krajského přeboru) | 4 | 0 | 0 | 4 | 8  | 22 | 0 |

- O první pozici rozhodly vzájemné zápasy.
- Tým Kadaně B si vybojoval právo účasti v dalším ročníku 2. ligy.

#### Skupina B
| Poř. | Tým                                                                        | Z | V | R | P | VG | OG | B |
| ---- | -------------------------------------------------------------------------- | - | - | - | - | -- | -- | - |
| 1.   | TJ Božetice (přeborník Jihočeského krajského přeboru)                      | 4 | 2 | 1 | 1 | 15 | 14 | 5 |
| 2.   | HC Světlá nad Sázavou (přeborník Pardubického krajského přeboru)           | 4 | 2 | 1 | 1 | 10 | 11 | 5 |
| 3.   | SK Třebechovice pod Orebem (přeborník Královéhradeckého krajského přeboru) | 4 | 1 | 0 | 3 | 16 | 16 | 2 |

- O první pozici rozhodly vzájemné zápasy.
- Tým TJ Božetice si vybojoval právo účasti v dalším ročníku 2. ligy.

### Morava

#### Skupina C
| Poř. | Tým                                                         | Z | V | R | P | VG | OG | B |
| ---- | ----------------------------------------------------------- | - | - | - | - | -- | -- | - |
| 1.   | HC Uherské Hradiště (přeborník Zlínského krajského přeboru) | 4 | 3 | 0 | 1 | 22 | 18 | 6 |
| 2.   | SK Karviná (přeborník Moravskoslezského krajského přeboru)  | 4 | 1 | 0 | 3 | 18 | 22 | 2 |

- Tým HC Uherské Hradiště si vybojoval právo účasti v dalším ročníku 2. ligy.